# Styela milleri
Styela milleri är en sjöpungsart som beskrevs av Friedrich Ritter 1907. Styela milleri ingår i släktet Styela och familjen Styelidae. Inga underarter finns listade i Catalogue of Life.